# بوتش كاسيدي
بوتش كاسيدي (بالإنجليزية: Butch Cassidy)‏ هو مجرم أمريكي، ولد في 13 أبريل 1866 في بيفر في الولايات المتحدة، وتوفي في 7 نوفمبر 1908 في بوليفيا.

## وصلات خارجية
- بوتش كاسيدي على موقع IMDb (الإنجليزية)
- بوتش كاسيدي على موقع الموسوعة البريطانية (الإنجليزية)
- بوتش كاسيدي على موقع إن إن دي بي (الإنجليزية)